# Julián Cock Arango
Julián Cock Arango (Medellín, 14 de septiembre de 1892-Medellín, 1982) fue un ingeniero y empresario colombiano. 

## Biografía
Hijo del empresario Alfredo Cock Pemberty, quien era hijo del inglés William Cock Williamson, y de Elisa Arango Posada, nació en 1892 y era hermano de los también empresarios Alfredo, Víctor y Juan de Dios Cock Arango. Estudió en el Colegio San Ignacio y se graduó de la Escuela Nacional de Minas en 1913. 
Trabajo en las minas de esmeraldas de Muzo y entre 1923 y 1924 realizó estudios en Europa sobre la Energía Hidráulica y Eléctrica. En 1923 patentó junto con su hermano Alfredo, la técnica para la fabricación de baldosas de arcilla, siendo esto de gran ventaja para ellos y su familia, fundadores y dueños de la empresa Tejares Cock. En 1914 fundó la empresa Cock, Sanín Villa y Cía., dedicada al suministro de energía eléctrica, realizando esta las primeras labores de alumbrado público en Santa Rosa de Osos (1915), Frontino (1916) y Fredonia (1916). Así mismo, intentó ganar la concesión de la instalación de alumbrado público en Quibdó, pero perdieron ante otra empresa. Esta firma en 1920 hizo la primera patente de la turbina Pelton en Colombia. 
En 1928 se convirtió en Superintendente de las Empresas Públicas de Medellín, en 1934 fue uno de los fundadores de la empresa Cementos Argos y en 1946 de la empresa Cementos El Cairo. Así mismo, entre 1941 y 1943 fue director de construcciones de Cementos del Valle y 1943 y 1947 gerente de la Siderúrgica de Medellín, cuya fundación promovió en 1938. También colaboró en la fundación de la Empresa Siderúrgica de Paz del Río y descubrió los yacimientos de limonita y hematita en el Valle de Aburrá. 
Ocupó varios cargos en el sector empresarial y público, entre ellos director del Instituto de Aprovechamiento de Aguas, ingeniero en jefe de la canalización del río Medellín, director de la modernización del acueducto de Piedras Blancas, gerente del Instituto de Fomento de Aguas y Aprovechamiento Eléctrico en Bogotá, gerente de Industrias Básicas Cock, gerente de Promotora Industrial, partícipe del estudio y construcción de la planta hidroeléctrica de Guadalupe y de la construcción del cable aéreo Cúcuta-Gamarra. También fue profesor de la Escuela de Minas y colaborador de los periódicos El Colombiano y La Defensa. 
Por sus labores de investigación fue condecorado con El Hacha Simbólica, La Estrella de Antioquia y La Cruz de Boyacá. 